# Siège de Damiette (1218-1219)
Pour les articles homonymes, voir Bataille de Damiette.
Croisades en Terre Sainte
Le Siège de Damiette se déroula en 1218-1219, entre les forces de Jean de Brienne et celles d'Al-Kâmil, vice-roi d'Égypte.

## Déroulement

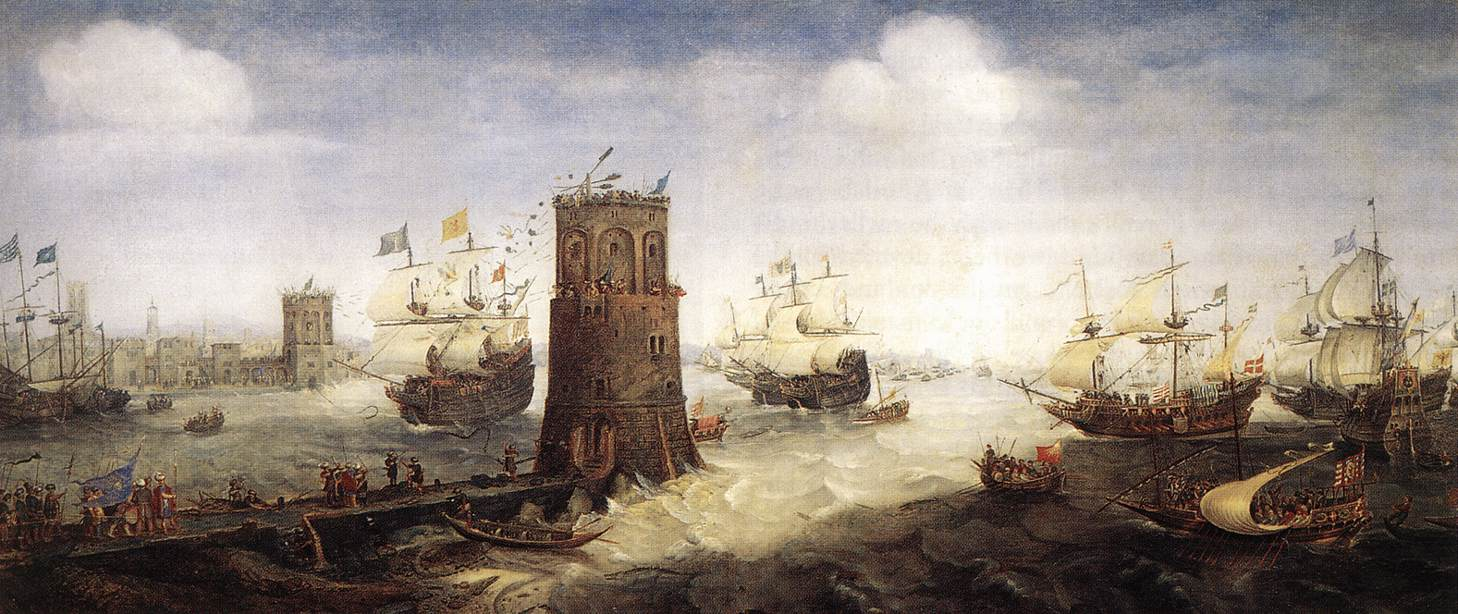
Un navire de Haarlem coupe la chaîne barrant le port de Damiette, toile de Cornelis Claesz van Wieringen (1577-1633).

En 1218, Jean de Brienne, comprenant l’inutilité d’attaquer et d’assiéger directement Jérusalem, décide de s’attaquer à des ports égyptiens, Alexandrie ou Damiette, pour ensuite négocier l’échange de ce port contre Jérusalem. La flotte franque débarque devant Damiette le 29 mai 1218 et réussit à forcer le passage sur le Nil le 24 août 1218. Malik al-Adil meurt le 31 août, et ses fils lui succèdent, Malik al-Kâmil en Égypte et Malik al-Mu’azzam en Syrie.
Le pape Honorius III confie à Pélage Galvani la direction religieuse de la cinquième croisade, en train d'assiéger Damiette, en Égypte. Il y débarque à la fin du mois de septembre 1218, peu après que les croisés ont réussi à prendre la tour contrôlant l’accès au Nil, permettant ainsi à leurs navires de patrouiller sur le bras oriental du Nil. Il prétend immédiatement assurer la direction de la cinquième croisade, soutenu par les croisés italiens, et entre en conflit avec Jean de Brienne, roi de Jérusalem, qui est soutenu par les barons syriens et les croisés français. 
Al-Kâmil, le sultan ayyoubide d’Égypte, se trouve dans une position délicate, car un de ses vassaux allié à un de ses frères tente de le renverser et, pour avoir les mains libres, propose à deux reprises l’échange des anciens territoires du royaume de Jérusalem, l’Outrejourdain excepté, contre le départ des Francs d’Égypte, échange qui est somme toute l’objectif de la cinquième croisade. Mais Pélage repousse à chaque fois ces offres de paix. 
La garnison de Damiette, affaiblie par la disette et les épidémies, ne résiste que de moins en moins aux assauts croisés, les mangonneaux des Hospitaliers entament les remparts et la ville est prise le 5 novembre 1219.
La lutte fait aussitôt rage entre les factions croisées pour le contrôle de la ville. Le 21 décembre 1219, les Italiens tentent de chasser les Français de la ville. Le 6 janvier 1220, ces derniers prennent leur revanche et chassent les Italiens. Une trêve est acceptée par les rivaux le 2 février 1220, mais ceux-ci ne s’entendent pas sur le sort de la ville. Les Italiens souhaitent y établir une colonie qui leur permettra d’y faire du commerce, tandis que les Français souhaitent l’échanger contre Jérusalem et les possessions du royaume perdues en 1187. Un quartier de la ville est attribué à Jean de Brienne, mais Pélage décide d’excommunier les chrétiens qui s’y établiraient. De guerre lasse et comprenant qu’il ne peut tirer aucun avantage, Jean de Brienne quitte la croisade, en en laissant la direction complète à Pélage.

## Rencontre entre François d'Assise et le sultan Al-Kâmil
La rencontre entre François d'Assise et le sultan Al-Kâmil, qui préfigure le dialogue interreligieux, eut lieu pendant le siège de Damiette en 1219.

## Sources
- René Grousset, Histoire des croisades et du royaume franc de Jérusalem - III. 1188-1291 L'anarchie franque, Paris, Perrin, 1936 (réimpr. 2006), 902 p.
- René Grousset, L'Empire du Levant : Histoire de la Question d'Orient, Paris, Payot, coll. « Bibliothèque historique », 1949 (réimpr. 1979), 648 p. (ISBN 978-2-228-12530-7)
- Les Syriaques racontent les croisades, Par Ephrem-Isa Yousif 2006
- Histoire universelle, sacrée et profane depuis le commencement du monde... Par Augustin Calmet 1767
- Vie de saint Louis, roi de France, Par Louis Sébastien Le Nain de Tillemont,Gaulle,Société de l'histoire de France